# Askja

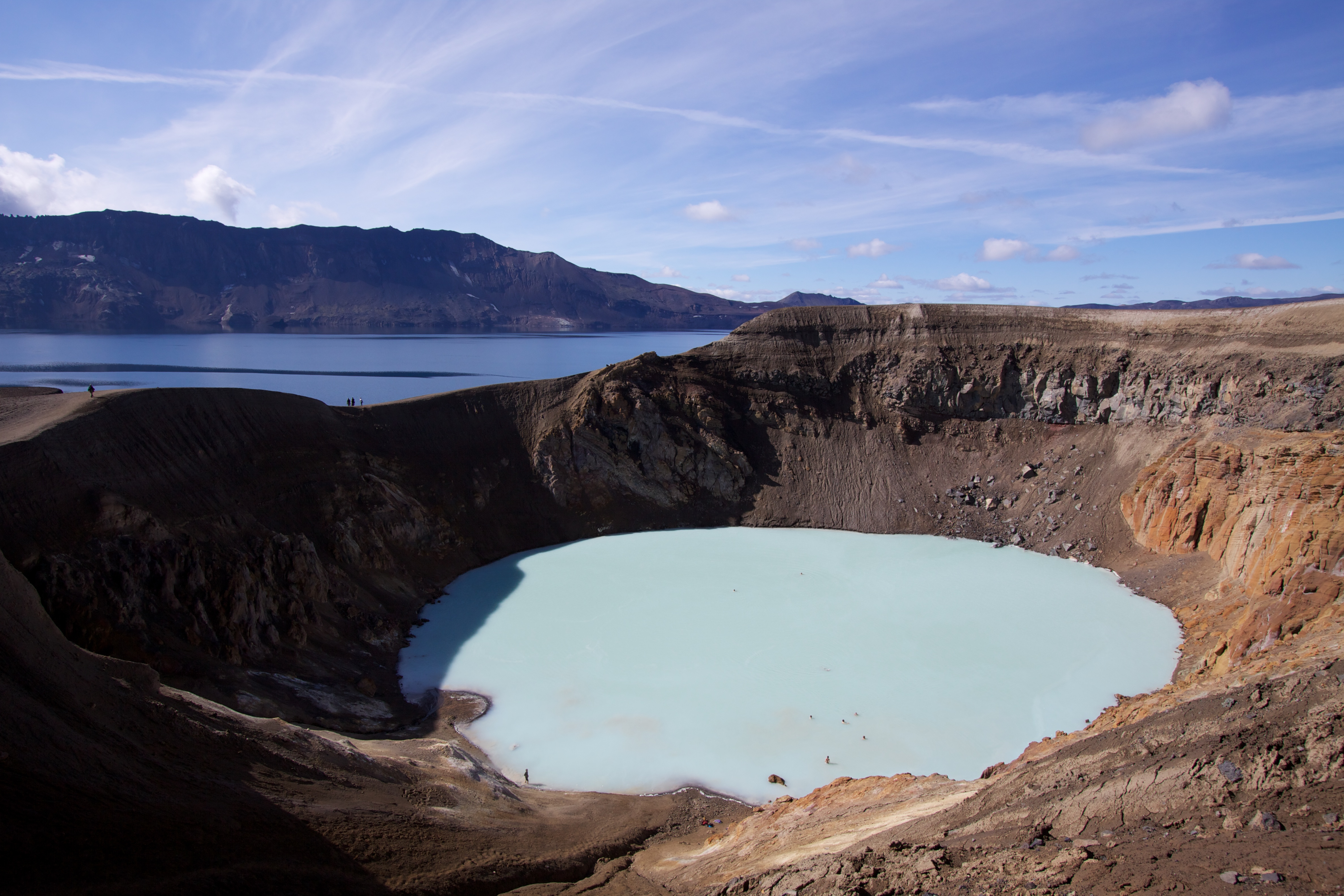
Víti: Llac geotèrmic a Askja

Askja ([ˈascja] ( Escoltar
)) és una caldera situada en una part remota dels Highlands Centrals d'Islàndia. El nom Askja fa referència a un complex de calderes niuades en les muntanyes circumdants del Dyngjufjöll, que s'eleva fins a 1.510 m (4,954 ft). Askja significa caixa o caldera en islandès

## Ubicació
La regió és solament accessible durant uns quants mesos de l'any. Està situada en una regió amb escasses precipitacions perquè es troba protegida dels vents dominants de pluja per diversos turons, al nord-est de la glacera de Vatnajökull, l'àrea rep només uns 450 mm de pluja anual. L'àrea va ser utilitzada durant els entrenaments del programa Apollo per preparar els astronautes per a les missions lunars. El seu objectiu principal a Askja era estudiar la geologia de l'entorn.

## Erupcions
L'Askja va ser virtualment desconegut fins a l'erupció enorme que va començar el 29 de març de 1875. Especialment en els fiords orientals d'Islàndia, la caiguda de cendra va ser prou important per a enverinar la terra i matar bestiar. Les cendres, o tefres d'aquesta erupció van ser dutes pel vent fins a Noruega i Suècia. L'erupció va provocar una ona substancial d'emigració d'Islàndia. Una altra erupció menys coneguda va ocórrer en el primerenc Holocè, ara fa 11.000 anys. Tefres d'aquesta erupció van ser trobades en el sud-est de Suècia, Irlanda del Nord i al nord de Noruega. La darrera erupció de l'Askja es va produir l'any 1961.
La caldera exterior de l'Askja, que representa una erupció prehistòrica, és d'uns 50 km², i hi ha evidència d'altres formacions de calderes més tardanes. El cràter principal es troba a 1.100 m.
El juny de 2010, el vulcanòleg expert Hazel Rymer va dir que l'activitat sísmica de l'Askja augmentava i que podria ser imminent una nova erupció. L'increment d'activitat sísmica està localitzada al nord-est del volcà central, en la direcció del Herðubreið. Es va descartar que qualsevol activitat de l'Eyjafjallajökull fos responsable de l'augment de l'activitat a l'Askja.
A principi del mes d'abril de 2012 es va constatar que el llac de la caldera era totalment net de gel, la qual cosa no passa normalment fins als mesos de juny o juliol en un any normal. Es creu que l'augment de l'activitat geotèrmica en el volcà està escalfant el llac. L'accés a l'àrea va ser restringit fins a poder fer les recerques pertinents al respecte.

## El llac Öskjuvatn
L'Öskjuvatn és un gran llac gran que omple la majoria de la petita caldera resultant de l'erupció de l'any 1875. La seva superfície s'estén aproximadament 50 m sota el nivell de la caldera principal i cobreix aproximadament 12 km². Quan el llac es va formar l'aigua era calenta, però avui està congelat en la seva superfície gairebé tot l'any. L'Öskjuvatn és el segon llac més profund d'Islàndia, amb una fondària de 220 m.

## Vistes i turisme en l'àrea

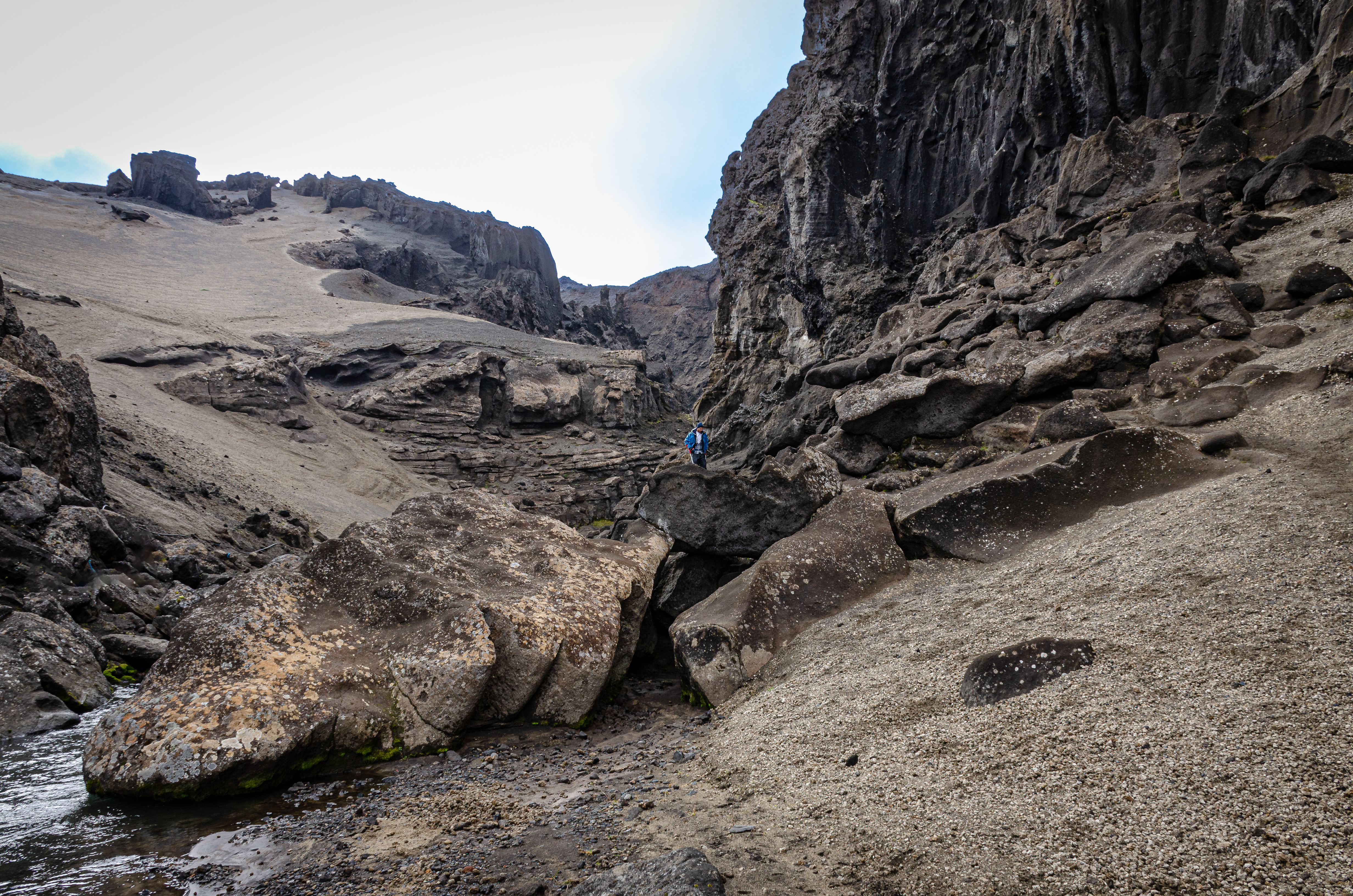
Canyó Drekagil.

En les muntanyes del Dyngjufjöll que envolten la caldera de l'Askja es troba l'impressionant Drekagil, el canyó de dracs. No gaire lluny de l'Askja, hi ha dos altres sistemes volcànics interessants: l'Herðubreið i el Kverkfjöll.
L'Askja és una destinació turística popular. Hi ha dues cabanes de muntanya i una zona d'acampada a Dreki, pel Drekagil, el qual es troba a aproximadament 100 km per una carretera de 4x4, des de la Hringvegur (Ruta 1-Carretera circular). La carretera continua 8 km des de Dreki a la caldera de l'Askja. Hi ha un passeig d'aproximadament 2.5 km del pàrquing a l'Öskjuvatn i al Víti. Les carreteres només són obertes tres a quatre mesos, des de finals de juny fins a primers d'octubre.